# Loïc Damour
Loïc Damour (Chantilly, Picardía, Francia, 8 de enero de 1991) es un futbolista francés. Juega de centrocampista.

## Trayectoria
Comenzó su carrera en el club de su localidad US Chantilly para luego entró a la academia Clairefontaine en 2004.
En abril de 2008 firmó su primer contrato profesional por tres años en Estrasburgo. Luego de un año en el equipo reserva, pasa al primer equipo y se le da la dorsal número 26. Debutó como profesional el 4 de agosto de 2008 contra el Montpellier H. S. C. en la Ligue 2.
El 6 de julio de 2017, cuando su contrato con el Bourge-Péronnas acabó, fichó por el Cardiff City, en ese entonces en la EFL Championship, como agente libre. Debutó en la primera jornada de la temporada 2017-18 contra Burton Albion.
El 9 de agosto de 2019 firmó por cuatro temporadas con el Heart of Midlothian F. C. tras dejar Cardiff.

## Selección nacional
Damour fue internacional con Francia en las categorías sub-16, sub-17, sub-18 y sub-19 hasta 2011.

## Estadísticas

### Clubes
Actualizado al final de la temporada 2023-24.
| Club                                | Div.          | Temporada     | Liga  | Liga  | Copas nacionales | Copas nacionales | Total | Total |
| Club                                | Div.          | Temporada     | Part. | Goles | Part.            | Goles            | Part. | Goles |
| ----------------------------------- | ------------- | ------------- | ----- | ----- | ---------------- | ---------------- | ----- | ----- |
| R. C. Estrasburgo Francia           | 2.ª           | 2008-09       | 5     | 0     | 0                | 0                | 5     | 0     |
| R. C. Estrasburgo Francia           | 2.ª           | 2009-10       | 5     | 0     | 2                | 0                | 7     | 0     |
| R. C. Estrasburgo Francia           | 3.ª           | 2010-11       | 34    | 1     | 6                | 1                | 40    | 2     |
| R. C. Estrasburgo Francia           | Total club    | Total club    | 44    | 1     | 8                | 1                | 52    | 2     |
| U. S. Boulogne Francia              | 2.ª           | 2011-12       | 17    | 0     | 3                | 0                | 20    | 0     |
| U. S. Boulogne Francia              | 3.ª           | 2012-13       | 1     | 0     | 0                | 0                | 1     | 0     |
| U. S. Boulogne Francia              | Total club    | Total club    | 18    | 0     | 3                | 0                | 21    | 0     |
| RWDM Brussels F. C. · Bélgica       | 2.ª           | 2012-13       | 6     | 0     | 0                | 0                | 6     | 0     |
| RWDM Brussels F. C. · Bélgica       | Total club    | Total club    | 6     | 0     | 0                | 0                | 6     | 0     |
| White Star Bruxelles · Bélgica      | 2.ª           | 2013-14       | 9     | 0     | 3                | 0                | 12    | 0     |
| White Star Bruxelles · Bélgica      | Total club    | Total club    | 9     | 0     | 3                | 0                | 12    | 0     |
| Etoile Sportive Fréjusienne Francia | 3.ª           | 2014-15       | 31    | 3     | 2                | 0                | 33    | 3     |
| Etoile Sportive Fréjusienne Francia | Total club    | Total club    | 31    | 3     | 2                | 0                | 33    | 3     |
| Bourg-Péronnas Francia              | 2.ª           | 2015-16       | 33    | 2     | 8                | 0                | 41    | 2     |
| Bourg-Péronnas Francia              | 2.ª           | 2016-17       | 36    | 2     | 2                | 0                | 38    | 2     |
| Bourg-Péronnas Francia              | Total club    | Total club    | 69    | 4     | 10               | 0                | 79    | 4     |
| Cardiff City F. C. Gales            | 2.ª           | 2017-18       | 27    | 0     | 5                | 0                | 32    | 0     |
| Cardiff City F. C. Gales            | 1.ª           | 2018-19       | 2     | 0     | 2                | 0                | 4     | 0     |
| Cardiff City F. C. Gales            | Total club    | Total club    | 29    | 0     | 7                | 0                | 36    | 0     |
| Heart of Midlothian F. C. Escocia   | 1.ª           | 2019-20       | 18    | 0     | 3                | 0                | 21    | 0     |
| Heart of Midlothian F. C. Escocia   | 2.ª           | 2020-21       | 0     | 0     | 0                | 0                | 0     | 0     |
| Heart of Midlothian F. C. Escocia   | Total club    | Total club    | 18    | 0     | 3                | 0                | 21    | 0     |
| Le Mans F. C. Francia               | 3.ª           | 2021-22       | 25    | 1     | 1                | 0                | 26    | 1     |
| Le Mans F. C. Francia               | Total club    | Total club    | 25    | 1     | 1                | 0                | 26    | 1     |
| F. C. Versailles 78 Francia         | 3.ª           | 2022-23       | 26    | 1     | 1                | 0                | 27    | 1     |
| F. C. Versailles 78 Francia         | 3.ª           | 2023-24       | 1     | 0     | 0                | 0                | 1     | 0     |
| F. C. Versailles 78 Francia         | Total club    | Total club    | 27    | 1     | 1                | 0                | 28    | 1     |
| Total carrera                       | Total carrera | Total carrera | 284   | 11    | 38               | 1                | 322   | 12    |

### Selección nacional
| Selección      | Temporada     | Encuentros | Encuentros |
| Selección      | Temporada     | Part.      | Goles      |
| -------------- | ------------- | ---------- | ---------- |
| Sub-16 Francia | 2006-07       | 13         | 2          |
| Sub-16 Francia | Total         | 13         | 2          |
| Sub-17 Francia | 2007-08       | 12         | 1          |
| Sub-17 Francia | Total         | 12         | 1          |
| Sub-18 Francia | 2008-09       | 5          | 0          |
| Sub-18 Francia | Total         | 5          | 0          |
| Sub-19 Francia | 2009-10       | 4          | 1          |
| Sub-19 Francia | Total         | 4          | 1          |
| Sub-20 Francia | 2011          | 5          | 0          |
| Sub-20 Francia | Total         | 5          | 0          |
| Total carrera  | Total carrera | 39         | 4          |